# Diplectrum maximum
Diplectrum maximum är en fiskart som beskrevs av Hildebrand, 1946. Diplectrum maximum ingår i släktet Diplectrum och familjen havsabborrfiskar. IUCN kategoriserar arten globalt som livskraftig. Inga underarter finns listade i Catalogue of Life.